# Aram Chaos
L'Aram Chaos è una regione caotica presente sulla superficie di Marte. È situato nella parte finale orientale delle Valles Marineris. L'osservazione spettroscopica da orbita indica la presenza del minerale ematite, indizio della presenza di acqua.